# 妮塔·维奥莉娜·马瓦尔
妮塔·维奥莉娜·马瓦尔（2001年3月25日—），印尼女子羽毛球運動員。

## 簡歷
2017年，妮塔·维奥莉娜·马瓦尔代表印尼参加本国举办的世界青年羽毛球錦標賽，助印尼队赢得混合團體季军。
2018年11月，妮塔·维奥莉娜·马瓦尔代表印尼参加加拿大萬錦市举办的世界青年羽毛球錦標賽，助印尼队赢得混团季军。同年12月，她与普特里·塞娅卡出战孟加拉羽毛球國際挑戰賽，在女双準决赛以0比2（19-21、17-21）不敌赛会2号种子、印度强档的阿帕娜·巴兰/施鲁蒂·科拉姆帕斯·帕鲁托利。同年12月，她分别与普特里·塞娅卡以及丹尼尔·马丁出战土耳其羽毛球國際賽，在女双决赛以2比0（21-15、21-7）轻取队友的梅蒂亚·伊纳亚·钦迪亚尼/英达·察亚·萨里·贾米尔，夺得个人首个國際系列賽女双冠军；而混双準决赛以1比2（16-21、21-16、19-21）不敌新加坡强档的丹尼·巴瓦·克里斯南塔/陈薇涵。
2019年2月，妮塔·维奥莉娜·马瓦尔与普特里·塞娅卡出战伊朗羽毛球國際挑戰賽，在女双决赛以2比0（21-17、21-18）击败了赛会头号种子、土耳其强档的班吉苏·艾尔塞廷/纳兹利赞·因吉，夺得个人首个國際挑戰賽女双冠军。同年4月，她分别与普特里·塞娅卡以及丹尼尔·马丁出战越南羽毛球國際挑戰賽，在女双决赛以2比0（21-19、21-16）击败了赛会8号种子、中華台北强档的謝沛珊/林筱閔，赢得國際挑戰賽女双冠军；而混双準决赛以1比2（15-21、21-18、22-24）不敌资格赛组合、日本强档的綠川大輝/齋藤夏。同年6月，她与普特里·塞娅卡出战馬來西亞羽毛球國際系列賽，在女双準决赛以0比2（21-23、18-21）不敌马来西亚强档的陈康乐/蒂娜·穆拉里塔兰。

## 主要比賽成績
只列出曾進入準決賽的國際賽事成績：
| 年份   | 賽事                     | 公開賽級別 | 項目     | 搭檔          | 成績   |
| ------ | ------------------------ | ---------- | -------- | ------------- | ------ |
| 2018年 | 世界青年羽毛球錦標賽     | 其他       | 混合團體 | －            | 季軍   |
| 2018年 | 孟加拉羽毛球國際挑戰賽   | 國際挑戰賽 | 女子雙打 | 普特里·塞娅卡 | 準決賽 |
| 2018年 | 土耳其羽毛球國際賽       | 國際系列賽 | 女子雙打 | 普特里·塞娅卡 | 冠軍   |
| 2018年 | 土耳其羽毛球國際賽       | 國際系列賽 | 混合雙打 | 丹尼尔·马丁   | 準決賽 |
| 2019年 | 伊朗羽毛球國際挑戰賽     | 國際挑戰賽 | 女子雙打 | 普特里·塞娅卡 | 冠軍   |
| 2019年 | 越南羽毛球國際挑戰賽     | 國際挑戰賽 | 女子雙打 | 普特里·塞娅卡 | 冠軍   |
| 2019年 | 越南羽毛球國際挑戰賽     | 國際挑戰賽 | 混合雙打 | 丹尼尔·马丁   | 準決賽 |
| 2019年 | 馬來西亞羽毛球國際系列賽 | 國際系列賽 | 女子雙打 | 普特里·塞娅卡 | 準決賽 |
| 2019年 | 亞洲青年羽毛球錦標賽     | 其他       | 混合團體 | －            | 亚军   |
| 2019年 | 秋田羽毛球大師賽         | 超級100賽  | 女子雙打 | 普特里·塞婭卡 | 亚军   |
| 2019年 | 世界青年羽毛球錦標賽     | 其他       | 混合團體 | －            | 冠軍   |
| 2019年 | 印尼羽毛球國際挑戰賽     | 國際挑戰賽 | 女子雙打 | 普特里·塞婭卡 | 準決賽 |
| 2019年 | 馬來西亞羽毛球國際挑戰賽 | 國際挑戰賽 | 女子雙打 | 普特里·塞婭卡 | 準決賽 |
| 2022年 | 亞洲羽毛球團體錦標賽     | 其他       | 女子團體 | －            | 冠軍   |
| 2022年 | 瑪琅羽毛球國際挑戰賽     | 國際挑戰賽 | 女子雙打 | Tryola Nadia  | 準決賽 |
| 2023年 | 伊朗羽毛球國際挑戰賽     | 國際挑戰賽 | 混合雙打 | 阿德南·毛拉纳 | 準決賽 |
| 2023年 | 泰國羽毛球國際挑戰賽     | 國際挑戰賽 | 混合雙打 | 阿德南·毛拉纳 | 亞軍   |
| 2023年 | 奧爾良羽毛球大師賽       | 超級300賽  | 混合雙打 | 阿德南·毛拉纳 | 準決賽 |
| 2023年 | 奧迪沙羽毛球大師賽       | 超級100賽  | 混合雙打 | 阿德南·毛拉纳 | 準決賽 |
| 2024年 | 印尼北干巴魯羽毛球大師賽 | 超級100賽  | 混合雙打 | 阿姆里·萨纳维 | 準決賽 |
| 2024年 | 馬來西亞羽毛球國際挑戰賽 | 國際挑戰賽 | 混合雙打 | 阿姆里·萨纳维 | 冠軍   |
| 2024年 | 印尼泗水羽毛球國際挑戰賽 | 國際挑戰賽 | 混合雙打 | 阿姆里·萨纳维 | 亞軍   |
| 2024年 | 印尼泗水羽毛球大師賽     | 超級100賽  | 混合雙打 | 阿姆里·萨纳维 | 冠軍   |
| 2025年 | 泰國羽毛球公開賽         | 超級500賽  | 混合雙打 | 阿姆里·萨纳维 | 準決賽 |
| 2025年 | 澳門羽球公開賽           | 超級300賽  | 混合雙打 | 阿姆里·萨纳维 | 準決賽 |

| 2018-2026年 | 總決賽 | 超級1000賽 | 超級750賽 | 超級500賽 | 超級300賽 | 超級100賽 | 國際挑戰賽 | 國際系列賽 | 未來系列賽 | 其他 |